# Wiktor Weintraub
Wiktor Weintraub (ur. 10 kwietnia 1908 w Zawierciu, zm. 14 lipca 1988 w Cambridge, Massachusetts) – polski historyk literatury polskiej i dyplomata żydowskiego pochodzenia.

## Życiorys
W latach 1925–1929 studiował filologię polską na Uniwersytecie Jagiellońskim. W latach 1934–1937 w Warszawie, w latach 1937–1939 w Paryżu jako stypendysta naukowy rządu francuskiego.
W latach 1941–1942 pracownik biura prasowego Ambasady RP w Kujbyszewie (ZSRR), po układzie Sikorski-Majski. Ewakuowany do Iranu,  następnie w Palestynie. W latach 1943–1945 redaktor wychodzącego w Jerozolimie dwutygodnika „W drodze”.
Po wojnie na emigracji. W latach 1945–1950 w Londynie, (m.in. redaktor The Polish Fortnightly Review). W 1950 osiadł na stałe w USA. W latach 1950–1954 wykładowca, 1954–1978 profesor slawistyki Uniwersytetu Harvarda w Cambridge. Od 1971 kierował  na Uniwersytecie Harvarda katedrą polonistyki ufundowaną przez A. Jurzykowskiego. Od 1953 członek redakcji Harvard Slavic Studies. Publikował w londyńskich Wiadomościach i paryskiej Kulturze. Członek Polskiego Towarzystwa Naukowego na Obczyźnie. Od 1988 członek Polskiej Akademii Nauk. Podpisał list pisarzy polskich na Obczyźnie, solidaryzujących się z sygnatariuszami protestu przeciwko zmianom w Konstytucji Polskiej Rzeczypospolitej Ludowej (List 59).
Autor studiów o kulturze i literaturze staropolskiej (głównie doby  renesansu i baroku) oraz o wielkich romantykach.

## Publikacje
- Styl Jana Kochanowskiego, Kraków 1932.
- Udział Prus Książęcych w reformacji polskiej : przegląd badań, Warszawa 1935.
- Z dziejów Rabelaisgo w Polsce, Kraków 1936.
- Szkice z historii literatury polskiej : epoka porozbiorowa, wybrał Wiktor Weintraub, Londyn: Instytut Polski w Wielkiej Brytanii 1947.
- Blaski i nędze dziejów życia prof. Tarlego, Newtown 1948.
- Prądy i zagadnienia kulturalne w Z.S.S.R., Londyn: Instytut Bliskiego i Środkowego Wschodu „Reduta” 1949.
- Rosja w kulturze Zachodu, Londyn: „Reduta” 1949.
- Studia rusycystyczne na Zachodzie, Londyn: Instytut Bliskiego i Środkowego Wschodu „Reduta” 1949.
- Literature as Prophecy, 1959.
- Mickiewicz, Quinet i towianizm, Lublin: Towarzystwo Naukowe Katolickiego Uniwersytetu Lubelskiego 1973.
- Profecja i profesura. Mickiewicz, Michelet i Quinet., Warszawa 1975.
- Rzecz czarnoleska,  Kraków: Wydawnictwo Literackie 1977.
- Nowe studia o Janie Kochanowskim,  Kraków: Wydawnictwo Literackie 1991, ISBN 83-08-02276-6
- Od Reja do Boya, Warszawa: PIW 1977.
- Poeta i prorok. Rzecz o profetyzmie Mickiewicza, Warszawa: PIW 1982, ISBN 83-06-00799-9
- Mickiewicz – mistyczny polityk : i inne studia o poecie, Warszawa: Wyd. IBL PAN 1998, ISBN 83-87456-13-6
- O współczesnych i o sobie. Wspomnienia, sylwetki, szkice literackie, Kraków 1994, ISBN 83-7006-127-3